# KLF12
KLF12‏ (Kruppel like factor 12) هوَ بروتين يُشَفر بواسطة جين KLF12 في الإنسان.